# Jarrod Dyson
Jarrod Martel Dyson, ameriški bejzbolist, * 15. avgust 1984, McComb, Misisipi, ZDA.
Dyson je poklicni igralec zunanjega polja in je trenutno član ekipe Kansas City Royals. 

## Ljubiteljska kariera
Dyson je srednjo šolo obiskoval v svojem rojstnem kraju, svoje univerzitetne dneve pa je preživljal na univerzi Southwest Mississippi Community College.

## Poklicna kariera

### Nižje podružnice
Dyson je bil s strani ekipe v Kansas Cityju izbran v 50. krogu nabora lige MLB leta 2006 s skupno 1475. izbiro. Istega leta je svojo poklicno kariero pričel z ekipo AZL Royals in v 51 tekmah imel odbijalsko povprečje 0,273 in 19 ukradenih baz. Leta 2007 je v podružnici v Burlingtonu igral le v 10 tekmah, a svoje odbijalsko povprečje ohranil pri 0,270. Naslednje leto je preživel v Wilmingtonu, kjer je imel na 93 tekmah odbijalsko povprečje 0,260 in 39 ukradenih baz. Leto zatem je razdelil med Burlingtonom in severozahodnim Arkansasom, in v skupno 80-ih tekmah odbijal s povprečjem 0,276 in ukradel 46 baz.

### Liga MLB
Dyson je bil prvič v ligo MLB vpoklican v septembru leta 2010 in se ustalil kot redni igralec zunanjega polja. Ekipi se je leta 2011 ponovno pridružil čez ozko sito spomladanskega uigravanja, a je tokrat prevzel vlogo tekača s klopi. 